# Tuanake
Tuanake (alter Name: Reid Island) ist ein Atoll des Tuamotu-Archipels in Französisch-Polynesien. Es liegt 24 km südwestlich von Makemo. Das Atoll hat eine halbrunde Form von ca. 9,5 km Länge und 5,5 km Breite. Die  Lagune hat einen schiffbaren Zugang zum Meer im Südwesten. Das Atoll bildet zusammen mit Tepoto Sud und Hiti die Gruppe der Raevski-Atolle. Tuanake gehört zur Gemeinde Makemo, welche aus den Atollen Makemo, Haraiki, Marutea Nord, Katiu, Tuanake, Hiti, Tepoto Sud, Raroia, Takume, Taenga und Nihiru besteht. 
Tuanake wurde 1820 von dem Deutschbalten Fabian Gottlieb von Bellingshausen entdeckt.
Auf dem Atoll ist die Polynesische Erdtaube und der Tuamotu-Rohrsänger beheimatet.